# کاهوی خاردار
کاهوئَک یا کاهوی خاردار گیاهی یک‌ساله زمستانه یا دو ساله که توسط بذر تکثیر می‌شود.
کاهوئک دارای ساقه‌های نسبتاً سخت و تو خالی، در بخش بالایی منشعب، به رنگ سفید متمایل به قرمز و رگه‌دار است. برگ‌های آن نسبتاً بزرگ، به رنگ سبز متمایل به آبی هستند.
کاهوئک گیاهی است به صورت ایستا با ارتفاع ۳۰ تا ۱۸۰ سانتی‌متر.